# Phytobia cerasiferae
Phytobia cerasiferae är en tvåvingeart som först beskrevs av Kangas 1955.  Phytobia cerasiferae ingår i släktet Phytobia och familjen minerarflugor. Inga underarter finns listade i Catalogue of Life.